# Bruno Kerl
Georg Heinrich Bruno Kerl (Sankt Andreasberg, 1824. március 24. – Groß-Lichterfelde, 1905. március 25.) német technikus és kohász.

## Élete
1840-43-ban végezte a bányaiskolát Klausthalban, 1844-ben Göttingenben tanulta a kémiát, mineralogiát és technikát, azután rövid ideig gyakornokoskodott a Goslar melletti Ockerhüttében, 1846-ban pedig kinevezték a klausthali bányaiskolához a kémia, fém- és vaskohászat és a kémlészet tanárává. 1851-ben segédkohófőnök, 1853-ban kohófőnök, 1858-ban bányahivatali ülnök, 1862-ben rendes tanár az akadémián Klausthalban. 1867-ben meghívták tanárnak a berlini akadémiához, 1868-tól tagja volt a technikai és iparügyi bizottságnak és 1877-től a szabadalmi hivatalnak. 1859-től főmunkatársa volt a Lipcsében megjelenő Berg- und Hüttenmännische Zeitungnak és szerkesztette a Repertorium der technischen Litteratur című bibliográfiai munkát.

## Nevezetesebb művei
- Der Oberharz, ein Wegweiser zum Besuch der Oberharzer Gruben (1852);
- Der Kommunion-Unterharz, ein Leitfaden für den Besuch des Rammelsberges (1853);
- Anleitung zum Studium der Harzer Hüttenprocesse (1857);
- Die Rammelsberger Hüttenprocesse (1860);
- Die Oberharzer Hüttenprocesse (1861-65);
- Leitfaden bei qualitativen u. quantitativen Löthrohruntersuchungen (1862);
- Metallurgische Probierkunst (1866);
- Grundriss der Salinenkunde (1868);
- Abriss der Thonwarenindustrie (1871);
- Grundriss der allgemeinen Hüttenkunde (1872);
- Grundriss der Metalhüttenkunde (1873);
- Grundriss d. Eisenhüttenkunde (1875);
- Grundriss der Eisenprobierkunst (1875).